# Kriminalassistent Bloch
Kriminalassistent Bloch er en dansk film fra 1943. Sindig kriminalfilm.
- Manuskript Grete Frische og Axel Frische.
- Instruktion Grete Frische og Poul Bang.
- Musik af Emil Reesen

## Medvirkende
- Axel Frische
- Ejner Federspiel
- Ellen Margrethe Stein
- Jens Asby
- Asbjørn Andersen
- Sigurd Langberg
- Bjørn Spiro
- Elith Pio
- Carl Heger
- Henry Nielsen
- Ingeborg Pehrson
- Tove Bang
- Gyrd Løfqvist
- Alex Suhr